# Huntington (Wirginia Zachodnia)
Huntington – miasto w Stanach Zjednoczonych, w stanie Wirginia Zachodnia, port nad rzeką Ohio. W 2005 r. miasto liczyło ok. 48 tys. mieszkańców. Urodził się tu Carwood C. Lipton, znany z książki i serialu "Kompania Braci".
W mieście rozwinął się przemysł metalowy, taboru kolejowego oraz hutniczy.